# Carlo Fracanzani
Carlo Fracanzani (Padova, 12 giugno 1935) è un politico italiano, soprannominato Conte Rosso, esponente della sinistra democristiana, con cui è stato deputato alla Camera dal 1968 fino al 1994 e ministro delle partecipazioni statali dal 13 aprile 1988 al 27 luglio 1990 nei governi De Mita e Andreotti.

## Biografia
Nato a Padova il 12 giugno del 1935, discendente della famiglia dei conti Fracanzani, nipote del fondatore dell'Opera dei Congressi di Padova Carlo (1851-1907), resiedente da sempre nel comune di Este, di cui fu eletto sindaco per sei anni, dal 1964 al 1970. Laureato in Giurisprudenza, ha svolto professione di avvocato.

### Deputato alla Camera
Alle elezioni politiche del 1968 viene candidato alla Camera dei deputati, ed eletto per la prima volta deputato a Montecitorio, e da allora è stato riconfermato continuamente per altre 7 volte, nel 1972, 1976, 1979, 1983, 1987 e 1992 con la Democrazia Cristiana (DC) nella circoscrizione Verona-Padova-Vicenza-Rovigo.

### Incarichi di governo e parlamentari
Appartenente alla "sinistra democristiana", soprannominato il "Conte Rosso", ricevette il suo primo incarico governativo in seguito alla nascita del primo governo Cossiga tra DC, PSDI e PLI, l'8 agosto 1979 viene nominato dal Consiglio dei Ministri sottosegretario di Stato al Ministero del commercio con l'estero, affiancando il ministro democristiano Gaetano Stammati.
Il 5 aprile 1980, dopo l'insediamento del secondo governo Cossiga tra DC, PSI, PSDI e PRI, viene nominato dal CdM sottosegretario al Ministero del Tesoro, venendo riconfermato in tale incarico nei successivi governi Forlani, Spadolini I, Spadolini II, Fanfani V, Craxi I, Craxi II e Fanfani VI.
Nel 1988, con la nascita del governo presieduto dal segretario della Democrazia Cristiana Ciriaco De Mita tra le forze politiche che costituivano il pentapartito, ritornò nuovamente al governo, dove fu infatti nominato Ministro delle Partecipazioni Statali, e successivamente riconfermato nel governo Andreotti VI. Durante quest'ultimo, si dimise però nel 1990 a mandato in corso (insieme a tutti gli altri ministri appartenenti alla "sinistra democristiana" Mino Martinazzoli, il futuro Presidente della Repubblica Sergio Mattarella, Riccardo Misasi e Calogero Mannino), in seguito all'approvazione della legge Mammì, che regolamentava il sistema televisivo italiano e riteneva inadeguata, giudicata troppo in linea con gli interessi dell'imprenditore Silvio Berlusconi, in merito alla quale Andreotti era favorevole.
Nel corso della XI legislatura (la sua ultima in Parlamento) fu presidente della Commissione Speciale per le Politiche Comunitarie dal 1992 al 1994.
Agli inizi del 1994, con lo scioglimento della Democrazia Cristiana, aderisce alla rinascita del Partito Popolare Italiano di Mino Martinazzoli: con cui è stato candidato alle elezioni europee del 1994, tuttavia senza essere eletto.

### Fuori dalla politica
Fracanzani è inoltre stato, dal 1987 al 1997, presidente della Lega Pallavolo Serie A.